# Kalteck (Bayerischer Wald)
Kalteck ist ein 750 m hoher Bergsattel im Vorderen Bayerischen Wald, zwischen dem Vogelsang und dem Hirschenstein gelegen. Kalteck ist auch der Name eines Gemeindeteils der Gemeinde Achslach im niederbayerischen Landkreis Regen. 

## Geographie
Die Kreisstraße REG 11 führt durch den Weiler Kalteck und über den Bergsattel. Auf dem Kalteck gibt es neben einigen Wohnhäusern noch ein paar Höfe und ein Berghotel. Im Winter ist Kalteck ein lokales Skigebiet, auf dem zwei Schlepplifte auf drei Skipisten betrieben werden.

## Bodendenkmäler
Siehe: Liste der Bodendenkmäler in Achslach